# Santa Cruz (tổng)
Santa Cruz là một tổng trong tỉnh Guanacaste, Costa Rica. Tổng này có diện tích 1312,27 km², dân số năm 2008 là 46460 người..